# Bat Masterson (serie televisiva)
Bat Masterson è una serie televisiva statunitense in 108 episodi trasmessi per la prima volta nel corso di 3 stagioni dal 1958 al 1961.
È una serie western e un resoconto romanzato della vita del pistolero, giurista e giornalista statunitense Bat Masterson (personaggio realmente esistito), interpretato da Gene Barry.

## Trama
William Barclay 'Bat' Masterson è un pistolero del vecchio West spesso vestito con abiti costosi che preferisce usare il suo bastone piuttosto che la pistola per tirarsi fuori dai guai (da cui il soprannome di "Bat"). Masterson è anche un donnaiolo che viaggia per il West in cerca di donne e avventura.

## Personaggi e interpreti

### Personaggi principali
- William Barclay 'Bat' Masterson (108 episodi, 1958-1961), interpretato da Gene Barry.
- Narratore (102 episodi, 1958-1961), interpretato da Bill Baldwin.

### Personaggi secondari
- Ellie Winters (7 episodi, 1958-1960), interpretata da Allison Hayes.
- Burdette (6 episodi, 1958-1961), interpretato da Ken Drake.
- Brad Pierce (5 episodi, 1958-1961), interpretato da Lasse Hellman.
- Barker (5 episodi, 1959-1961), interpretato da Dennis Moore.
- Sceriffo Charlie Bassett (5 episodi, 1958-1961), interpretato da Robert Swan.
- Wyatt Earp (4 episodi, 1960-1961), interpretato da Ron Hayes.
- Hugh Blaine (4 episodi, 1960), interpretato da Howard Petrie.
- Charles Graves (4 episodi, 1958-1961), interpretato da William Tannen.
- Augustus Ulbrecht (4 episodi, 1958-1960), interpretato da Paul Lambert.
- Dixie Mayhew (4 episodi, 1958-1960), interpretato da Kasey Rogers.
- Generale Phil Sheridan (4 episodi, 1958-1961), interpretato da Charles Maxwell.
- Capo Kiomi (4 episodi, 1959-1961), interpretato da Dehl Berti.
- Dan Moseley (4 episodi, 1959-1961), interpretato da Brett King.
- Procuratore Enders (4 episodi, 1959-1961), interpretato da Ken Christy.
- Edgar (4 episodi, 1958-1961), interpretato da Frank Warren.

## Produzione
La serie fu prodotta da ZIV Television Programs e girata in vari studios in ranch della California e negli ZIV Studios a West Hollywood. La sigla è cantata da Mike Stewart. La serie è liberamente ispirata alla biografia di Masterson del 1957 di Richard O'Connor. Ciò è evidenziato dal fatto che la copertina del libro viene mostrata alla fine dei titoli di coda, con una notazione sullo schermo.

### Registi
Tra i registi sono accreditati:
- Alan Crosland Jr. in 22 episodi (1959-1960)
- Eddie Davis in 20 episodi (1958-1961)
- Walter Doniger in 17 episodi (1958-1960)
- John Rich in 6 episodi (1958-1960)
- Franklin Adreon in 5 episodi (1960-1961)
- Elliott Lewis in 5 episodi (1961)
- Otto Lang in 4 episodi (1958-1959)
- William Conrad in 4 episodi (1959-1961)
- Lew Landers in 4 episodi (1959-1961)
- Allen H. Miner in 4 episodi (1959-1961)
- Bernard Girard in 3 episodi (1958)
- Hollingsworth Morse in 2 episodi (1960-1961)
- Norman Foster in 2 episodi (1960)
- Herman Hoffman in 2 episodi (1960)

### Sceneggiatori
Tra gli sceneggiatori sono accreditati:
- Richard O'Connor in 105 episodi (1958-1961)
- Don Brinkley in 14 episodi (1958-1961)
- Andy White in 9 episodi (1958-1961)
- Gene Levitt in 8 episodi (1958-1960)
- Wells Root in 7 episodi (1958-1960)
- Maurice Tombragel in 6 episodi (1958-1960)
- Mikhail Rykoff in 6 episodi (1959-1961)
- George F. Slavin in 5 episodi (1959-1961)
- D.D. Beauchamp in 4 episodi (1958-1960)
- Paul Franklin in 4 episodi (1959-1961)
- John McGreevey in 4 episodi (1959-1961)
- Harry Essex in 4 episodi (1959-1960)
- Guy de Vry in 4 episodi (1960-1961)
- Ellis Kadison in 4 episodi (1960-1961)
- Barney Slater in 3 episodi (1959-1960)
- Frank Grenville in 3 episodi (1960-1961)
- John Elliotte in 2 episodi (1958-1959)
- Turnley Walker in 2 episodi (1958-1959)
- Frank Pittman in 2 episodi (1958)
- Fran Van Hartsveldt in 2 episodi (1959-1961)
- Ron Bishop in 2 episodi (1960-1961)
- Paul King in 2 episodi (1960-1961)
- Joseph Stone in 2 episodi (1960-1961)
- John Tucker Battle in 2 episodi (1960)
- Mary M. Beauchamp in 2 episodi (1960)
- Michael Fessier in 2 episodi (1960)
- Samuel A. Peeples in 2 episodi (1960)

## Distribuzione
La serie fu trasmessa negli Stati Uniti dall'8 ottobre al 1º giugno 1961 sulla rete televisiva NBC.

## Episodi
| Stagione         | Episodi | Prima TV USA |
| ---------------- | ------- | ------------ |
| Prima stagione   | 37      | 1958-1959    |
| Seconda stagione | 37      | 1959-1960    |
| Terza stagione   | 34      | 1960-1961    |